# Уайт, Гэри Лесли
Гэри Лесли Уайт (англ. Gary Leslie White; родился в 1956 году в Портсмуте, Англия) — британский археолог. Руководитель археологического проекта Археологической зоны в Кёльне с 2013 по июнь 2022 года.

## Биография
С 1981 по 1990 год Гэри Уайт изучал археологию римских провинций, доисторическую и раннюю историю, а также палеоантропологию во Фрайбургском университете. 
Во время учебы и после ее окончания работал в различных отделениях Государственного управления памятников земли Баден-Вюртемберг, в том числе несколько лет занимался определением костей животных во Фрайбурге.
С 1999 по 2000 год он руководил раскопками в Оманe от имени Рейнско-Вестфальский технического университета Ахена, а после своего возвращения различными раскопками в Рейнской области.
С 2005 по 2007 год был полевым руководителем раскопок в Боннском викусе для Регионального совета по сохранению археологических памятников в Рейнской области (нем. Landschaftsverband Rheinland, LVR). До 2013 года руководил многими другими масштабными раскопками, в том числе для LVR и Управления по охране археологических памятников.
В 2013 году назначен на должность руководителя проекта Археологической зоны/Еврейского музея в Кёльне.